# Räkä Malmi
Pete Malmi (Pete "Räkä" Malmi, eg. Mika-Petteri Malmi), född 4 februari 1960 i Nordsjö, Helsingfors, död 24 november 2007 var en finsk sångare som är mest känd från bandet Briard, som släppte Finlands första punksingel i slutet av 1970-talet. 

## Punkens gudfader
Pete "Räkä" Malmi var bekant med en ung Nordsjöbasist vid namn Ilkka Hulkko under mitten av 1970-talet i Helsingfors. Tillsammans fick de idén om att grunda ett band och Ilkka föreslog att man skulle ta hans bror, Antti Hulkko, som gitarrist. Så föddes Finlands första punkband, Briard. Briard blev en kortlivad affär (trummisen Sidi Vainio minns att man bara spelade ett tiotal spelningar i Helsingfors) och Antti Hulkko hoppade av för att spela med punkaren Pelle Miljoona. Senare bytte han namn till Andy McCoy och grundade Hanoi Rocks.

## Poppig solo
Efter Briard gav Räkä Malmi ut en soloskiva med det innovativa namnet Malmi. Skivan togs väl emot i de finska punkkretsarna (även om musiken snarare påminde om Lou Reed eller David Bowie) och är i dag något av en kultklassiker, men i övrigt var kritiken rätt sval. Så här skriver noise.fi : Trots de stiliga och stämningsfulla låtarna och Malmis mjuka röst orkar skivan inte inspirera mig, eftersom det med ett par undantag låter alldeles för sömnigt. 
Malmis uppskattning i musikkretsar bevisas ändå av att så pass stora namn som Andy McCoy, Rekku Rechardt och Jukka Orma medverkar på plattan. 
Solokarriären tog alltså inte fart 1981, det gjorde den inte heller 1983 då Briards första skiva Miss World kom ut, inte heller 1990, då han försökte med bandet High Society, eller 1996, då Briard gjorde sin andra comeback och gav ut skivan Andy McCoy & Pete Malmi: Briard.

## Bohemen
Varför ville då inte karriären ta fart? Malmi var ingen dålig sångare och var alldeles tydligt inne på ett originellt stråk. Han var känd som en karismatisk och färggrann uppträdare och hade dessutom vänner som gärna ställde upp med sina talanger. Den vanligen angivna orsaken är att Räkä helt enkelt levde ett alldeles för excentriskt och vilt bohemliv. Han hade en tid problem med droger och har alltid varit känd för sitt supande. Han nämns till och med i Clifters låt Hyvä Bore, där det sjungs att han är på krogen Vanhas toalett och spyr. 
Briard var en milstolpe i den finska musikvärlden, men efter det har Räkä Malmi främst varit något av en sorglig byfåne i Helsingfors rockscen. Eller missförstådd konstnär, kallar vissa det. Andy McCoy gjorde ett försök till att igen höja Räkäs anseende genom Briards comeback 1996, men medieuppmärksamheten blev kortlivad och efter det har Malmi inte lyckats producera något nytt material.
Malmi avled den 25 november 2007 på ett sjukhus i Helsingfors, 47 år gammal.

## Räkäs band
- Briard
- Maukka Perusjätkäs olika projekt
- High Society

## Diskografi
- Malmi (Johanna/1981) CD 2005
- Andy McCoy & Pete Malmi: Briard (Briard, 1996)